# Wężynka
Wężynka (Nerophis ophidion) – gatunek morskiej ryby z rodziny igliczniowatych (Syngnathidae).

## Występowanie
Północno-wschodni Ocean Atlantycki wzdłuż wybrzeży Europy (od południowej Norwegii) do Maroka, Morze Bałtyckie, Śródziemne i Czarne, nad piaszczystym podłożem oraz w zaroślach traw morskich, na głębokościach od 2–15 m. Wstępuje do wód słonawych.

## Opis
Ciało wydłużone, bardzo wąskie, o zmiennym ubarwieniu, w przekroju okrągłe, u samicy lekko spłaszczone. Samice osiągają długość do 30 cm, samce są o kilka centymetrów krótsze. Wąski, wyciągnięty pysk o długości równej połowie długości głowy. Brak innych płetw, poza płetwą grzbietową. Jedynie u osobników młodocianych są obecne płetewki piersiowe i płetwa ogonowa, które zanikają w pierwszych 3–4 miesiącach życia. U samców nie występuje torba lęgowa. Tarło odbywa od maja do sierpnia. Samica przykleja 200–300 ziaren ikry do zagłębienia skórnego wzdłuż brzusznej części ciała samca. Wylęgłe ryby mają 1 cm długości. Żyją do trzech lat.

## Odżywianie
Wężynka żywi się skorupiakami i narybkiem innych gatunków.

## Ochrona
Na terenie Polski gatunek był objęty ścisłą ochroną gatunkową. Od 2014 r. podlega ochronie częściowej.